# Guido Leto
Guido Leto (Palerme, 1895-1956) était un administrateur et fonctionnaire de police italien. Il fut dans les dernières années du régime fasciste le chef de la police politique secrète, communément appelée OVRA.

## Biographie
Détenteur d'une licence en droit, il gravit tous les échelons de l'administration, et assuma entre 1938 et 1945, sous le régime fasciste, la fonction de directeur de la division de police politique, mieux connue sous le nom de OVRA, au sein du ministère de l'Intérieur. 
Après la guerre, Federico Umberto D’Amato, alors jeune fonctionnaire de police, et futur chef de l’office des Affaires réservées du ministère de l’Intérieur, fit appel à lui en vue d'une réorganisation des services secrets italiens, lesquels n'avaient en réalité jamais été démantelés car jugés apte à contribuer à conjurer le peril communiste et à affronter les prévisibles conflits sociaux et politiques dans le contexte de la guerre froide. Leto fut rétabli dans sa qualité d'officier de police de plein droit et chargé e.a. de superviser et de coordonner les écoles de police de la jeune république italienne.
Guido Leto est l'auteur de plusieurs ouvrages sur l'OVRA, dont il fut le chef.
Il est le père du cinéaste Marco Leto.

### Ouvrages de Guido Leto
- OVRA. Fascismo, antifascismo. Éd. Capelli, 1952.
- Polizia segreta in Italia. Éd. Vito Bianco, 1961.